# 刘晓云 (1961年)
刘晓云（1961年2月—），男，河南延津人，中华人民共和国政治人物，二级大法官。曾任上海市高级人民法院院长。

## 生平
西南政法学院毕业，中共河南省委党校研究生学历。1982年8月参加工作，1984年12月加入中国共产党。曾任河南省政法管理干部学院副院长、党委副书记，河南省人民政府法制办公室副主任、党组成员。
2005年5月，任河南省地方税务局副局长。
2013年4月，任中共河南省委政法委副书记、河南省社会管理综合治理委员会办公室主任。
2015年7月，任河南省高级人民法院副院长、党组副书记、审判委员会委员。
2018年1月，任上海市高级人民法院院长、党组书记。2018年2月24日，当选为第十三届全国人大代表。
2023年1月，辞去上海市高级人民法院院长职务。